# ساعة برايل

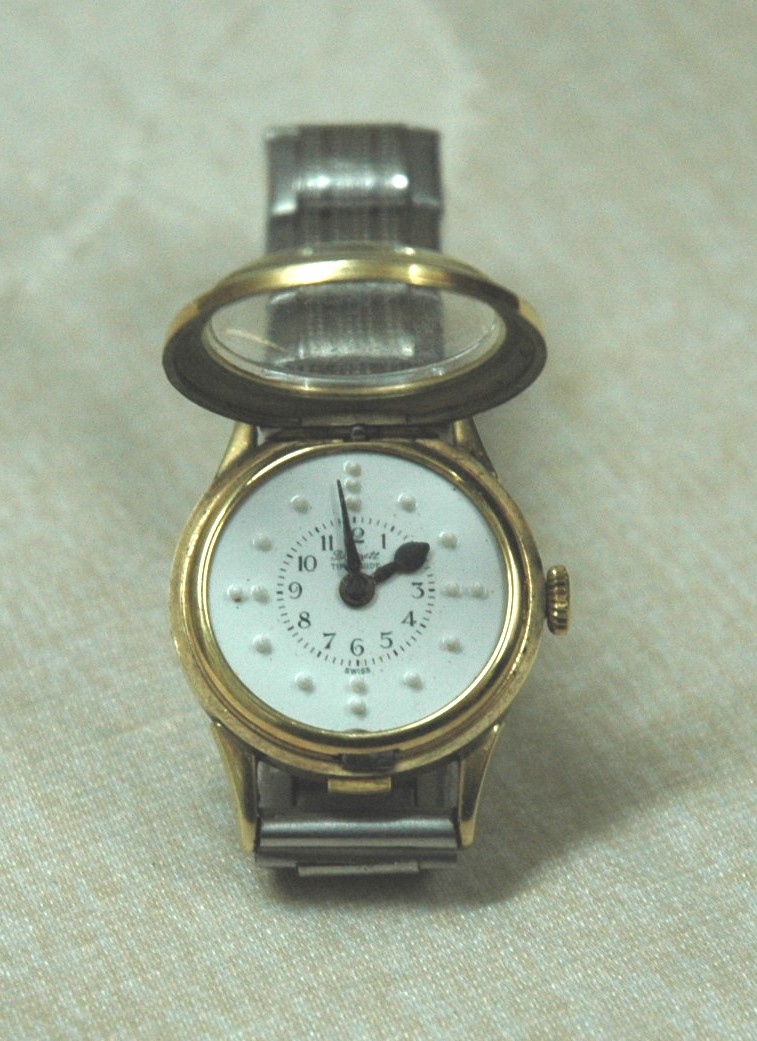
ساعة بريل

ساعة برايل أو بريل هي ساعة محمولة يستخدمها الأشخاص المكفوفون أو ضعاف البصر.

## الوصف
تستخدم ساعة برايل عن طريق لمس القرص وملاحظة النقوش. كما يتوفر كلا الإصدارين التناظري والرقمي. حيث تحتوي الإصدارات التناظرية على غطاء زجاجي أو كريستالي واقي يُفتح عندما تكون هناك حاجة لقراءة الوقت كما صممت عقارب الساعة بحيث لا تكون عرضة للحركة بمجرد لمس الإصبع الذي يستخدمه الشخص الكفيف لمراقبة مواقعه. أما في الشكل الرقمي فتستمر النقاط (مثل نص برايل) في تغيير موضعها مع تغير الوقت. وفي هذه الحالة يجب فهم الأبجدية البرايلية لقراءة الساعة.
الساعات الإلكترونية الناطقة والتي تتحدث عن الوقت بلمسة زر تحظى أيضاً بشعبية كبيرة بين الأشخاص المكفوفين.